# Pseudobranchus striatus
La sirena enana del norte (Pseudobranchus striatus) es una especie de salamandra sin patas traseras de la familia Sirenidae. Se distribuye por el sudeste de los Estados Unidos y es una de las dos especies de sirenas enanas actualmente reconocidas. Se reconocen tres subespecies: P. s. striatus, P. s. lustricolus, y P. s. spheniscus.

## Descripción
La sirena enana del norte es la sirena más pequeña que se conoce, con sólo 10 a 25 cm (4,0 a 9,9 pulgadas). Como otras especies, la sirena enana del norte es acuática y posee branquias durante toda su vida. Es un animal delgado asemejándose a una anguila; se reconoce por las rayas de un color más claro en su costado que contrastan con su dorso marrón o gris claro. Este anfibio tiene una sola hendidura branquial, una cola con aletas y tres dedos en cada una de las dos patas delanteras. Son muy tímidas y viven entre las raíces de los jacintos de agua y entre escombros y piedras del fondo de los estanques. Se alimentan de pequeños invertebrados, y durante las sequías, se entierran en el lodo del fondo del estanque. Cuando son manipulados o atrapados, son capaces de emitir un sonido.

## Reproducción
Las sirenas enanas del norte se reproducen en primavera y se reúnen en gran número en el estanque o la masa de agua donde nacieron. Las sirenas macho y hembra no pueden distinguirse por observación externa. Las sirenas tienen fertilización externa y ponen un gran número de huevos envueltos en una membrana. Los huevos se ponen individualmente en las raíces de plantas acuáticas, y las larvas eclosionan alrededor de un mes después de haber sido puestos los huevos.

## Hábitat y distribución
Esta sirena en particular tiende a habitar en zonas poco profundas, pantanos, y estanques llenos de maleza en las planicies costeras de Carolina del Sur, Georgia y Florida.

## Subespecies
- P. s. striatus es corta y fornida, con una amplia raya de color marrón oscura en el dorso y una delgada raya en la zona vertebral clara, y flanqueada por una amplia raya amarilla o blanca. Se encuentran desde el sur de Carolina del Sur hasta el noreste de Florida.

- P. s. spheniscus tiene una cabeza estrecha, un hocico en forma de cuña y dos franjas marrones o amarillas distintivas a ambos lados. Se encuentra en lugares dispersos en el suroeste de Georgia y en la mango de Florida.

- P. s. lustricolus es grande y robusta, con la cabeza aplanada y el hocico romo. Tres rayas estrechas y claras dentro de la amplia franja oscura recorren el lomo, con dos rayas laterales (la superior de color marrón anaranjado, la inferior de color blanco plateado). Esta subespecie no ha sido vista desde 1951, cuando fue descrita originalmente. Sólo se conoce en los condados de Levy y Citrus, Florida.